# Antonia Moraiti
Antonia Moraiti (griechisch Αντωνία Μωραΐτη; * 2. Mai 1977 in Athen) ist eine ehemalige griechische Wasserballspielerin.

## Karriere
Antonia Moraiti gewann bei den Olympischen Sommerspielen 2004 in Athen die Silbermedaille.